# نقطة عمل
نقطة تشغيل (بالإنجليزية: Operating point) هي نقطة معينة من مواصفات آلة أو جهاز تكون مناسبة لأداء عملها على الوجه الأمثل دون تشويه. يعتمد اختيار نقطة تشغيل جهاز على خواص الآلة أو الجهاز وربما أيضا على العوامل المحيطة.
في تقنية الإلكترونيات يسمى ذلك انحياز Biasing.

## في الإلكترونيات
في الإلكترونيات نتعامل مع إشارات كهربائية نقوم بإنتاجها وتضخيمها لأداء أغراض مختلفة. مثل استقبال جهاز الراديو للموجات الراديوية (إشارات) عن طريق الهوائي. تلك الإشارات تكون صغيرة لا يمكن توصيلها مباشرة بمكبر للصوت لسماعها. ويجب تضخيمها أولا في دائرة مضخم إلكتروني لتكبيرها ثم توصيلها بمكبر الصوت لسماعها. وتتكون دائرة التضخيم من ترانزستور أو أكثر، ويهمنا من تلك الدائرة إنتاج إشارة عند مخرجها تكون كبيرة وفي نفس الوقت مماثلة للإشارة الداخلة دون تشويه. سنأخذ هنا مثال لدائرة
مضخم يستخدم مقحل حقلي موصول.
في هذه الدائرة الإلكترونية التي تستخدم لتكبير إشارات متذبذبة. ويقوم فيها ترانزستور من نوع JFET بتكبير الإشارات الداخلة إلى «البوابة» عن طريق المكثف C1 . «مصب» الترانزستور موصول بجهد موجب Ucc لبطارية 20 فولط. تخرج من عنده، عند C2 الإشارة مضخمة ويهمنا أن تكون نظيرة للإشارة الداخلة دون تشويه. يتحكم في ذلك جهد انحياز البوابة G.

## مواصفات الترانزستور

شكل 2:I–V characteristics of n-channel JFET.
يتغير جهد المصب Vdsمن 0 إلى 30 فولط (المحور الأفقي) ، Ids تغير تيار المصب (المحور الرأسي).

يعطي مصنع الترانزستور مواصفات الترانزستور التي على أساسها يقوم المستخدم باستخدام الترانزستور. وتكون تلك المواصفات والبيانات في أشكال منحنيات بيانية أو في شكل جداول.
الشكل 2:
إلى اليسار يعطي مواصفات الترانزستور في شكل بياني التي يعطيها المصنع للمستهلك لاختيار نقطة التشغيل المناسبة للدائرة التي يرغبها. الرسم البياني إلى اليمين يوضح تغير التيار بين المصب والمصدر (الرأسيIds) بتغير جهد المصب (المحور الأفقيVds) وذلك عند قيم مختلفة لجهد الانحياز (جهد البوابة Vgs).
على اساس تلك المواصفات يتم اختيار نقطة التشغيل التي تكفل إنتاج إشارة مكبرة غير مشوهة عند المخرج.
نقطة التشغيل:
يمكن الآن اختيار نقطة التشغيل على أي من الرسمين البيانيين مع اعتبار أن جهد الانحصار Vp يساوي -4 فولط. وللوهلة الأولى يمكن اختيار النقطة الوسطية بوضع Vgs2 جهد البوابة عند (-2 فولط). فعند توصيل إشارة من البوابة (متراكبة على جهد البوابة Vgs2)، فهي تعمل على تغير تيار المصب Id بين Vgs1 و Vgs3 ، وتخرج تلك الإشارة مضخمة ومتناظرة عند المصب. فإذا كان اختيارنا لنقطة التشغيل سليما (مثل: Vds = 20 فولط، Vgs = -2 فولط (إذا كانت Vp =-4 فولط)، خرجت إشارة عند المصب مناظرة للإشارة الداخلة ولكنها تكون أكبر منها كثيرا. ونكون بذلك قد اخترنا نقطة مناسبة لتشغيل الترانزستور.
نعتمد عند اختيار نقطة التشغيل عادة على الرسم البياني اليساري، ذلك لأن في وسعه أيضا بيان اعتماد خواص الترانزستور على درجة الحرارة.
تاثير درجة الحرارة:
الشكل 3 : 

شكل 3:اختيار نقطة التشغيل R_{S} لمعادلة تأثير درجة الحرارة وانتاج إشارة مضخمة غير مشوهة.

يبين الشكل 3 تغير تيار المصب-المصدر بتغير جهد البوابة في ترانزستور. في هذا الشكل نرى تأثير درجة الحرارة على المنحنى وبالتالي تأثير درجة الحرارة على نقطة التشغيل. هذا الرسم البياني يساعد على اختيار نقطة التشغيل بحيث تنتج عن المخرج (المصب) إشارات مكبرة نظيرة لإشارات (صغيرة) ندخلها عن طريق البوابة.
نقطة تشغيل صمام ثلاثي: 
لا تختلف طريقة اختيار نقطة تشغيل صمام ثلاثي (كما كان يحدث في الماضي قبل ابتكار الترانزستور) عن طرية اختير نقطة التشغيل للترانزستور (انظر مواصفات صمام ثلاثي). كل ما في الأمر أن الصمام الثلاثي يعمل بجهد نحو 200 فولط، أما الترانزستور فيعمل بجهد المصب عند نحو 20 فولط.
قل استخدام الصمام الثلاثي بعد اختراع الترانزستورات حيث أن الترانزستور يستهلك طاقة كهربائية أقل. كما أنه أصغر حجما وأقل وزنا ويتحمل الصدمات. من دون الترانزستور لما كان هبوط الإنسان على القمر ممكنا، لأن الحاسوب الذي استخدمه أرمسترونغ في الهبوط لكان في حجم دولاب كبير وثقيل إذا كانت مكوناته بصمامات ثلاثية.

## نقطة تشغيل آلة

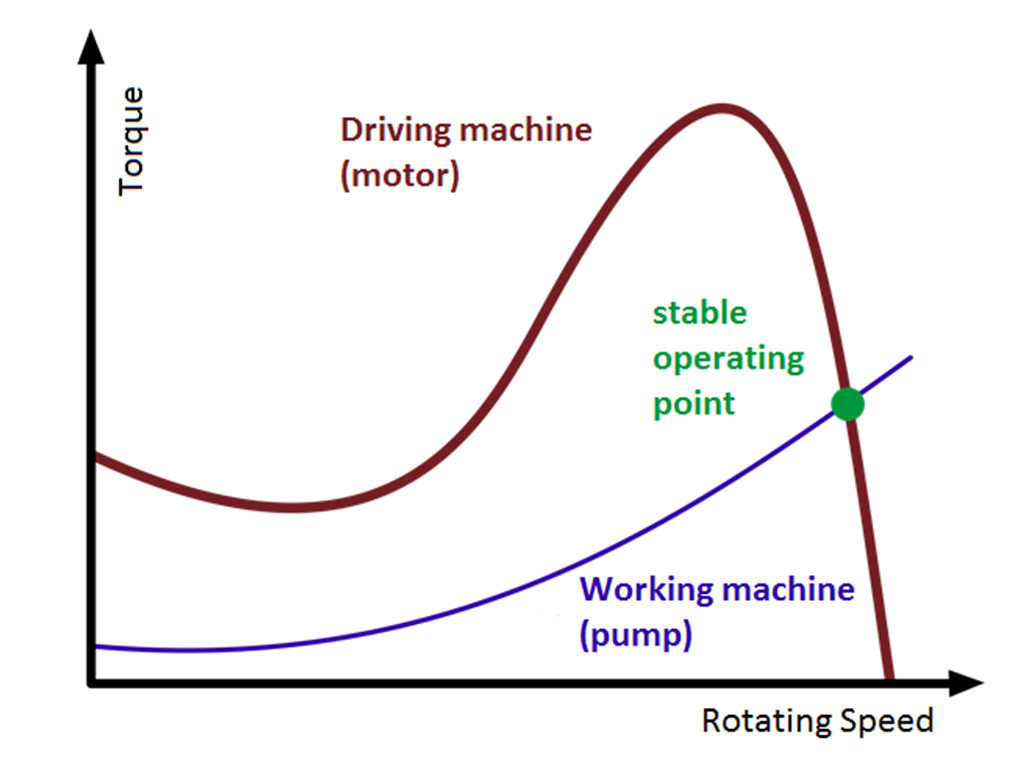
نقطة تشغيل لنظام محرك (محرك كهربائي) يقوم بتشغيل آلة عمل (سلم متحرك).المنحنيان يبينات تغير عزم كل منهما بتغير سرعة الدوران. نقطة التقائهما هي نقطة التشغيل.)

نقطة تشغيل آلة هي نقطة تقاطع بين منحنى عزم الدوران للمحرك ومنحنى عزم دوران آلة العمل. فمثلا يقوم محرك كهربائي بتحريك مضخة أو مروحة أو سير ناقل أو سلم متحرك، وتختار نقطة التشغيل على أساس خصائص كل منهما، إذ يتصل الجزءان ببعضهما البعض بواسطة محور ويجب أن يدورا بنفس السرعة.
ينتج المحرك عزم الدوران اللازم لتحريك الآلة. وتنتج الآلة عزما مضادا counter-torque حيث تحتاج حركة المحرك لتحريكها مستمرا لمقاومة قوى الاحتكاك التي تحاول توقيفها.
- تزداد سرعة دوران المحرك إذا كان عزم دورانه أكبر من العزم المضاد.
- أو تنخفض سرعة دوران المحرك إذا زاد العزم المضاد للآلة.

عند نقطة التشغيل يكون عزم دوران المحرك مساويا لعزم دوران الآلة، أي لا تتغير سرعة الآلة بعد ذلك.
- وإذا حدث تغير للسرعة عند نقطة تشغيل مستقرة ينتج تغير في العزم يعمل مضادا لهذا التغير.

فإذا كان عزم المحرك أعلى من العزم المضاد في أي وقت فلا تكون للنظام نقطة تشغيل مستقرة. وتكون نتيجة ذلك أن سرعة المحرك تزيد حتى أقصي درجة وربما يفسد. واما في حالة أن يكون عزم الآلة (الأحمال) عند أي نقطة زمنية أعلى من عزم المحرك فإن سرعة المحرك ستنخفض حتى تتوقف الحركة.

## عدم وجود نقطة تشغيل مستقرة

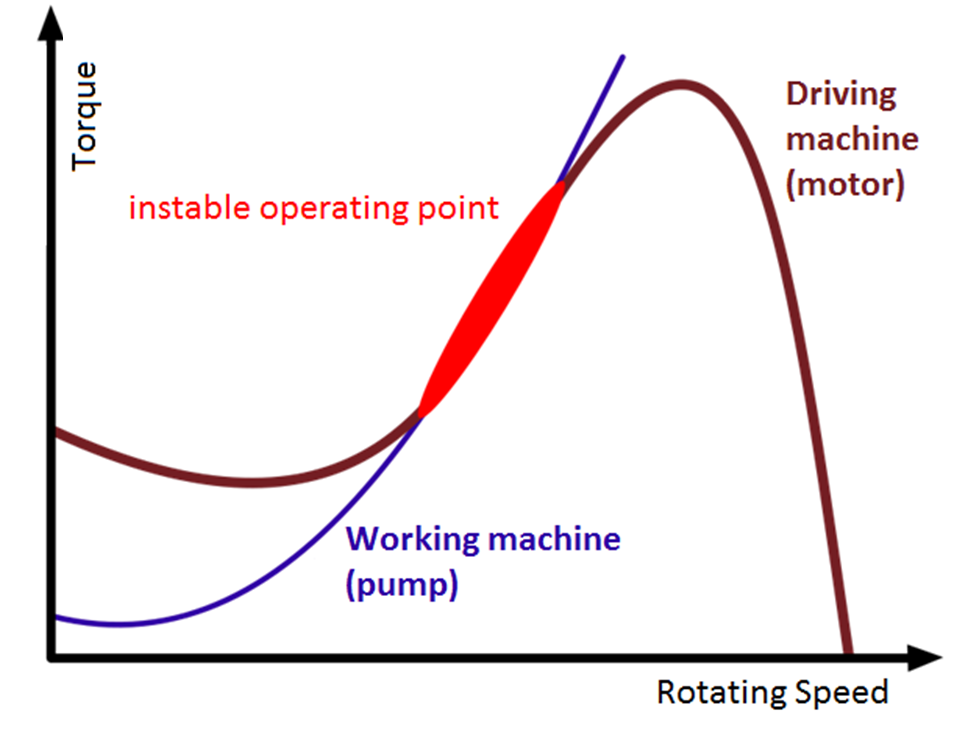
نقطة تشغيل غير مستقرة لنظام مكون من محرك (محرك تيار متردد) وآلة شغل (سير ناقل).

في حا لة عدم استقرار نقطة التشغيل يكون منحنى العزم-وسرعة الدوران للمحرك يكاد يكون موازيا لمنحنى العزم-والسرعة للآلة، بحيث ينتج أي تغير طفيف في العزم سرعة دوران كبيرة. هذا النظام غير مستقر ولا يصلح تركيب نظام مكون من محرك وآلة لهما منحنيين متوازيين. تشتد السرعة أحيانا وتنخفض أحيانا.
إذا تخيلنا أن الآلة هي سير ناقل أو سلم متحرك فتكون سرعة حركتها غير منتظمة وغير صالحة.